# هايدرولاغوس ترولي
هايدرولاغوس ترولي أو قرش شبحي لا يسبر غوره أو قرش شبحي الاعماق السحيقة (الاسم العلمي: Hydrolagus trolli) ، (بالإنجليزية: abyssal ghostshark)‏ ، (بالإنجليزية: pointy-nosed blue chimaera)‏ ، (بالإنجليزية: Ray Troll's chimaera)‏ هو نوع ينتمي إلى (فصيلة: Chimaeridae) ، اكتشف لأول مرة عام 2002، حيث كان يسبح بالقرب من أستراليا ونيوزيلندا، يعيش علي عمق من 600 الي 2000متر تحت سطح البحر وهو مهدد بفقد بيئته الطبيعية .

## روابط خارجية
- أول فيديو يظهر فيه القرش الشبح الغامض ، العربية نت في 28 ديسمبر 2016